# Determinans (Wortbildung)
Determinans ist eine Bezeichnung, die in der Sprachwissenschaft, vor allem in älterer Literatur, für den Teil einer Konstruktion benutzt wird, der einen anderen Ausdruck näher bestimmt. Dementsprechend ist auch von einem Bestimmungswort die Rede. Der hier verwendete Begriff des „Determinierens“ findet sich auch in dem Begriff Determinativkompositum; er ist von „Determinativ“ im Sinne einer Wortart zu unterscheiden.
Ein Beispiel für ein Determinans als Bestandteil einer Wortzusammensetzung (eines Kompositums) ist etwa Haus in Hauswand. Der Teil Haus ist ein Determinans, weil er die Art von Wand, um die es geht, näher bestimmt. Daneben ist die Bezeichnung auch auf Wortgruppen im Satz (syntaktische Verbindungen) anwendbar, etwa: blau in der blaue Schmetterling. 
Der Ausdruck, den das Determinans näher bestimmt, heißt Determinatum. Die Begriffe Determinans und Determinatum sind wichtige Begriffe in Hans Marchands Theorie der Wortbildung (1958). 
In der Syntax wird heutzutage eher vom Determinans als Modifikator und dem Determinatum als Kopf einer Konstruktion gesprochen, die Begriffe sind aber nicht deckungsgleich, da „Kopf“ allgemeiner und näher an der Grammatik definiert ist.
Auch in der traditionellen Terminologie begegnet die Bezeichnung „Modifikation“ als Variante der Bezeichnung Determination; sie steht dann im Gegensatz zur Transposition.